# Тигреня в чайнику
«Тигреня в чайнику» — анімаційний фільм 1972 року Творчого об'єднання художньої мультиплікації студії Київнаукфільм, за однойменною казкою (The Tiger in the Teapot) англійської письменниці Betty Yurdin.

## Сюжет
Екранізація веселої дитячої казки письменниці Бетті Ярдін. Одного разу, коли поважна англійська родина збиралася пити чай, виявилось, що в їхньому улюбленому сімейному чайнику сидить... тигреня. Нікому - ні татові, ні мамі, ні бабусі, ні старшій доньці, ні двом синкам-близнюкам - не вдалось його звідти вигнати. Та ось до чайника підійшла наймолодша донечка...

## Над мультфільмом працювали
- Автор сценарію і режисер: Алла Грачова
- Художник-постановник: Роман Адамович
- Мультиплікатори: Костянтин Чикін, Олександр Лавров, Марк Драйцун
- Композитор: Леонід Вербицький
- Текст читає: Клара Румянова
- Оператор: Анатолій Гаврилов
- Звукооператор: Лев Рязанцев
- Асистенти: Ю. Воркач, В. Сабліков, Юна Срібницька, Л. Пономарьова, О. Касьяненко, І. Дівішек
- Редактор: Світлана Куценко
- Директор картини: Іван Мазепа